# Liga LEB 2 2000-01
La temporada 2000-001 de la LEB 2 fue la primera edición de esta competición, creada como nivel intermedio entre la Liga LEB y la Liga EBA, todas organizadas por la Federación Española de Baloncesto, y sería la tercera división de baloncesto en España. 

## Formato
- Liga regular: En esta primera edición participaron 16 equipos y se inició el 15 de septiembre de 2000 para finalizar el 10 de abril de 2001. Se utilizó el formato de round robin donde cada equipo jugó dos veces contra cada rival alternando la localía en 30 jornadas.
- Playoffs de ascenso: los ocho primeros clasificados los disputaron en eliminatorias de cuartos, semifinales y final para determinar los dos equipos que ascenderían a la Liga LEB. Los cuartos y semifinales se disputaron al mejor de cinco partidos y la final a dos partidos. Los ganadores de las semifinales conseguían el  ascenso deportivo a la Liga LEB y el vencedor en la final el título de campeón de la categoría.
- Playoffs de descenso: los disputaron los cuatro últimos clasificados en una eliminatoria al mejor de cinco partidos. Los dos equipos perdedores descenderían a la Liga EBA.

## Equipos por comunidad autónoma
| Comunidad autónoma   | N.º | Equipos                                                                                                   |
| -------------------- | --- | --- |
| Andalucía            | 3   | CB Ciudad de Algeciras (Algeciras) Ejido Beach Podeprom (El Ejido) CB Linense (La Línea de la Concepción) |
| Canarias             | 1   | UB La Palma (Santa Cruz de La Palma)                                                                      |
| Castilla-La Mancha   | 1   | Rayet Guadalajara (Guadalajara)                                                                           |
| Cataluña             | 2   | CB Tarragona (Tarragona) Llobregat Centre Cornellà (Cornellá de Llobregat)                                |
| Comunidad de Madrid  | 2   | Universidad Complutense (Pozuelo de Alarcón) Baloncesto Alcalá (Alcalá de Henares)                        |
| Comunidad Valenciana | 2   | Plaza Mayor-Gandía (Gandía) CB Calpe-Aguas de Calpe (Calpe)                                               |
| Extremadura          | 2   | Plasencia (Plasencia) Doncel Distributel (Villanueva de la Serena)                                        |
| Galicia              | 1   | Redcom-Airtel Porriño (Porriño)                                                                           |
| País Vasco           | 2   | Basket Bilbao Berri (Bilbao) Cafés Aitona-Askatuak (San Sebastián)                                        |

## Liga Regular

### Clasificación
| Pos | Equipos                   | PJ | PG | PP | PF   | PC   | Ptos |                      |
| --- | ------------------------- | -- | -- | -- | ---- | ---- | ---- | -------------------- |
| 1   | CB Tarragona (C)          | 30 | 21 | 9  | 2521 | 2357 | 51   | Playoffs de ascenso  |
| 2   | Universidad Complutense   | 30 | 20 | 10 | 2607 | 2435 | 50   | Playoffs de ascenso  |
| 3   | UB La Palma               | 30 | 20 | 10 | 2659 | 2431 | 50   | Playoffs de ascenso  |
| 4   | Llobregat Centre Cornellà | 30 | 19 | 11 | 2445 | 2371 | 49   | Playoffs de ascenso  |
| 5   | CB Ciudad de Algeciras    | 30 | 19 | 11 | 2763 | 2727 | 49   | Playoffs de ascenso  |
| 6   | Redcom-Airtel Porriño     | 30 | 17 | 13 | 2478 | 2464 | 47   | Playoffs de ascenso  |
| 7   | Plaza Mayor-Gandía        | 30 | 17 | 13 | 2551 | 2551 | 47   | Playoffs de ascenso  |
| 8   | CB Calpe-Aguas de Calpe   | 30 | 17 | 13 | 2393 | 2280 | 47   | Playoffs de ascenso  |
| 9   | Plasencia                 | 30 | 16 | 14 | 2602 | 2486 | 46   |                      |
| 10  | CB Linense                | 30 | 14 | 16 | 2363 | 2486 | 44   |                      |
| 11  | Ejido Beach Podeprom      | 30 | 12 | 18 | 2329 | 2462 | 42   |                      |
| 12  | Rayet Guadalajara         | 30 | 12 | 18 | 2526 | 2578 | 42   |                      |
| 13  | Basket Bilbao Berri       | 30 | 10 | 20 | 2331 | 2453 | 40   | Playoffs de descenso |
| 14  | Cafés Aitona-Askatuak     | 30 | 9  | 21 | 2314 | 2455 | 39   | Playoffs de descenso |
| 15  | Doncel Distributel        | 30 | 9  | 21 | 2321 | 2442 | 39   | Playoffs de descenso |
| 16  | Baloncesto Alcalá         | 30 | 8  | 22 | 2379 | 2604 | 38   | Playoffs de descenso |

(C) Campeón de la Copa LEB 2.

### MVP Liga Regular
- Rahshon Turner (UB La Palma)

## Playoffs de ascenso
|  | Cuartos de final | Cuartos de final      | Cuartos de final | Cuartos de final      | Cuartos de final | Cuartos de final | Cuartos de final |    |                  | Semifinales  | Semifinales | Semifinales | Semifinales | Semifinales | Semifinales | Semifinales |   |                       | Final | Final | Final | Final |  |
|  |                  |                       |                  |                       |                  |                  |                  |    |                  |              |             |             |             |             |             |             |   |                       |       |       |       |       |  |
|  |                  |                       |                  |                       |                  |                  |                  |    |                  |              |             |             |             |             |             |             |   |                       |       |       |       |       |  |
|  | 1                | CB Tarragona          | 72               | 81                    | 70               | 70               | 77               |    |                  |              |             |             |             |             |             |             |   |                       |       |       |       |       |  |
|  | 1                | CB Tarragona          | 72               | 81                    | 70               | 70               | 77               |    |                  |              |             |             |             |             |             |             |   |                       |       |       |       |       |  |
|  | 8                | Aguas de Calpe        | 65               | 74                    | 75               | 73               | 57               |    |                  |              |             |             |             |             |             |             |   |                       |       |       |       |       |  |
|  | 8                | Aguas de Calpe        | 65               | 74                    | 75               | 73               | 57               |    | 1                | CB Tarragona | 86          | 86          | 77          | 83          | 86          |             |   |                       |       |       |       |       |  |
|  |                  |                       |                  |                       |                  |                  |                  |    | 1                | CB Tarragona | 86          | 86          | 77          | 83          | 86          |             |   |                       |       |       |       |       |  |
|  |                  |                       | 4                | Llobregat C. Cornellà | 74               | 93               | 75               | 89 | 94               |              |             |             |             |             |             |             |   |                       |       |       |       |       |  |
|  | 4                | Llobregat C. Cornellà | 4                | Llobregat C. Cornellà | 74               | 93               | 75               | 89 | 94               | 100          | 103         | 78          | 105         |             |             |             |   |                       |       |       |       |       |  |
|  | 4                | Llobregat C. Cornellà |                  |                       |                  |                  |                  |    |                  |              |             | 78          | 105         |             |             |             |   |                       |       |       |       |       |  |
|  | 5                | CBC Algeciras         | 88               | 95                    | 103              | 89               |                  |    |                  |              |             |             |             |             |             |             |   |                       |       |       |       |       |  |
|  | 5                | CBC Algeciras         | 88               | 95                    | 103              | 89               |                  |    |                  |              |             |             |             |             |             |             | 4 | Llobregat C. Cornellà | 76    | 90    |       |       |  |
|  |                  |                       |                  |                       |                  |                  |                  |    |                  |              |             |             |             |             |             |             | 4 | Llobregat C. Cornellà | 76    | 90    |       |       |  |
|  |                  |                       | 2                | Univ Complutense      | 87               | 69               |                  |    |                  |              |             |             |             |             |             |             |   |                       |       |       |       |       |  |
|  | 2                | Univ Complutense      | 2                | Univ Complutense      | 87               | 69               | 85               | 90 | 69               | 85           |             |             |             |             |             |             |   |                       |       |       |       |       |  |
|  | 2                | Univ Complutense      |                  |                       |                  |                  |                  |    |                  |              |             |             |             |             |             |             |   |                       |       |       |       |       |  |
|  | 7                | Plaza Mayor-Gandía    | 84               | 83                    | 88               | 77               |                  |    |                  |              |             |             |             |             |             |             |   |                       |       |       |       |       |  |
|  | 7                | Plaza Mayor-Gandía    | 84               | 83                    | 88               | 77               |                  | 2  | Univ Complutense | 93           | 87          | 69          | 85          | 90          |             |             |   |                       |       |       |       |       |  |
|  |                  |                       |                  |                       |                  |                  |                  | 2  | Univ Complutense | 93           | 87          | 69          | 85          | 90          |             |             |   |                       |       |       |       |       |  |
|  |                  |                       | 3                | UB La Palma           | 81               | 80               | 93               | 98 | 88               |              |             |             |             |             |             |             |   |                       |       |       |       |       |  |
|  | 3                | UB La Palma           | 3                | UB La Palma           | 81               | 80               | 93               | 98 | 88               | 105          | 113         | 79          |             |             |             |             |   |                       |       |       |       |       |  |
|  | 3                | UB La Palma           |                  |                       |                  |                  |                  |    |                  |              |             | 79          |             |             |             |             |   |                       |       |       |       |       |  |
|  | 6                | Redcom-Airtel Porriño | 77               | 102                   | 77               |                  |                  |    |                  |              |             |             |             |             |             |             |   |                       |       |       |       |       |  |
|  | 6                | Redcom-Airtel Porriño | 77               | 102                   | 77               |                  |                  |    |                  |              |             |             |             |             |             |             |   |                       |       |       |       |       |  |
|  |                  |                       |                  |                       |                  |                  |                  |    |                  |              |             |             |             |             |             |             |   |                       |       |       |       |       |  |

## Playoffs de descenso
|  | Semifinales | Semifinales           | Semifinales        | Semifinales        | Semifinales | Semifinales | Semifinales       |                   |     | Descensos | Descensos | Descensos |  |
|  |             |                       |                    |                    |             |             |                   |                   |     |           |           |           |  |
|  |             |                       |                    |                    |             |             |                   |                   |     |           |           |           |  |
|  | 13          | Basket Bilbao Berri   | 78                 | 85                 | 93          |             |                   |                   |     |           |           |           |  |
|  | 13          | Basket Bilbao Berri   | 78                 | 85                 | 93          |             |                   |                   |     |           |           |           |  |
|  | 16          | Baloncesto Alcalá     | 69                 | 76                 | 89          |             |                   |                   |     |           |           |           |  |
|  | 16          | Baloncesto Alcalá     | 69                 | 76                 | 89          |             | Baloncesto Alcalá | Baloncesto Alcalá | 0-3 |           |           |           |  |
|  |             |                       |                    |                    |             |             |                   | Baloncesto Alcalá | 0-3 |           |           |           |  |
|  |             |                       | Doncel Distributel | Doncel Distributel | 2-3         |             |                   |                   |     |           |           |           |  |
|  | 14          | Cafés Aitona-Askatuak | Doncel Distributel | Doncel Distributel | 2-3         | 78          | 100               | 83                | 84  | 90        |           |           |  |
|  | 14          | Cafés Aitona-Askatuak |                    |                    |             | 78          | 100               | 83                | 84  | 90        |           |           |  |
|  | 15          | Doncel Distributel    | 90                 | 70                 | 80          | 87          | 58                |                   |     |           |           |           |  |
|  | 15          | Doncel Distributel    | 90                 | 70                 | 80          | 87          | 58                |                   |     |           |           |           |  |
|  |             |                       |                    |                    |             |             |                   |                   |     |           |           |           |  |

## Postemporada
Ascendieron a Liga LEB:
- Llobregat Centre Cornellà (Campeones).
- Universidad Complutense (Subcampeones).

Descendieron de Liga LEB:
- Badajoz Caja Rural.
- Abeconsa Ferrol.

Descendieron a Liga EBA:
- Baloncesto Alcalá.
- (  Doncel Distributel también en posiciones de descenso, continuó en la liga LEB 2 al ocupar vacantes).

Renunciaron a la LEB 2:
- Cafés Aitona-Askatuak.
- CB Linense.

Ascendieron desde la Liga EBA:
- UDA Gramenet Condis.
- CB Valls Félix Hotel (al ocupar vacantes).
- Datac GBC (al ocupar vacantes, equipo de nueva creación).
- (  Valentine Montcada renunció al ascenso).

La LEB 2 continuaría  con 16 equipos en la siguiente temporada.

## Copa LEB 2
La disputaron los tres primeros clasificados al final de la primera vuelta, más el equipo anfitrión en el formato de Final A4. Este año se designó a Algeciras como sede de la Copa LEB 2, ejerciendo como equipo anfitrión el CB Ciudad de Algeciras que como había quedado primero en la primera vuelta, clasificó al UB La Palma que había terminado en el cuarto puesto.
|  | Semifinales               | Semifinales               | Semifinales  |              |                           | Final                     | Final | Final |  |
|  |                           |                           |              |              |                           |                           |       |       |  |
|  |                           |                           |              |              |                           |                           |       |       |  |
|  | Llobregat Centre Cornellà | Llobregat Centre Cornellà | 90           |              |                           |                           |       |       |  |
|  | Llobregat Centre Cornellà | Llobregat Centre Cornellà | 90           |              |                           |                           |       |       |  |
|  | UB La Palma               | UB La Palma               | 77           |              |                           |                           |       |       |  |
|  | UB La Palma               | UB La Palma               | 77           |              | Llobregat Centre Cornellà | Llobregat Centre Cornellà | 82    |       |  |
|  |                           |                           |              |              | Llobregat Centre Cornellà | Llobregat Centre Cornellà | 82    |       |  |
|  |                           |                           | CB Tarragona | CB Tarragona | 84                        |                           |       |       |  |
|  | CB Ciudad de Algeciras    | CB Ciudad de Algeciras    | CB Tarragona | CB Tarragona | 84                        | 91                        |       |       |  |
|  | CB Ciudad de Algeciras    | CB Ciudad de Algeciras    |              |              |                           | 91                        |       |       |  |
|  | CB Tarragona              | CB Tarragona              | 97           |              |                           |                           |       |       |  |
|  | CB Tarragona              | CB Tarragona              | 97           |              |                           |                           |       |       |  |
|  |                           |                           |              |              |                           |                           |       |       |  |

Sede: Algeciras